# 瓦格纳·路易斯·达席尔瓦
瓦格纳·路易斯·达席尔瓦（Vágner Luiz da Silva，1981年9月13日—），简称瓦古伊尼奥，是一名巴西足球运动员。

## 俱乐部生涯
瓦古伊尼奥在家乡球队雷迪厄姆开始职业足球生涯，之后先后效力于庞特普雷塔、若因维利、葡萄牙人、浦项制铁、美洲、龙多诺波利斯联合和蒙特阿苏尔。2013年1月，瓦古伊尼奥加盟中国足球甲级联赛球队天津松江。同年6月，在中国球员二次转会开始后结束合同离开中国。